# كأس ملك البحرين 2007
كأس ملك البحرين لكرة القدم 2007 هي النسخة الثانية والخمسون من كأس ملك البحرين لكرة القدم. جرت من 5 مارس إلى 9 يونيو 2007. توج النجمة باللقب بعدما تغلب في المباراة النهائية على الحالة 2-0.

## الدور التمهيدي
| الاتحاد                                                | 0-3 | قلالي |
| ------------------------------------------------------ | --- | ----- |
| سيد عبد الهادي هاشمي 14' · أيو حسن 33' · حسن الملا 70' |     |       |

| الاتفاق                   | 0-2 | مدينة عيسى |
| ------------------------- | --- | ---------- |
| حسن ميرزا الساري 34'، 69' |     |            |

| التضامن                                           | 3-3 (ب.و.إ.) | البديع                                                 |
| ------------------------------------------------- | ------------ | ------------------------------------------------------ |
| سيد باقر سيد جلال 25' · زهير عبد الجليل 59'، 117' |              | ناسك 45' · جاسم عواد 75' (ضربة جزاء) · علي الدوسري 95' |

## الدور الثمن النهائي
| سترة                                         | 2-4 | البسيتين       |
| -------------------------------------------- | --- | -------------- |
| صادق مرهون 8'، 79' · عمار عبد الحسن 40'، 60' |     | باسل سلطان 18' |

| المالكية          | 1-1 (ب.و.إ.) | الحد             |
| ----------------- | ------------ | ---------------- |
| حسن السيد عيسى 1' |              | محمد المحرقي 19' |

| الرفاع                        | 0-3 | التضامن |
| ----------------------------- | --- | ------- |
| حمد الخزامي (1) خالد سمير (2) |     |         |

| الشباب                                          | 1-4 | الرفاع الشرقي |
| ----------------------------------------------- | --- | ------------- |
| محمود منصور (1) محمود العجيمي (2) جاسم داود (1) |     | علي فرحان     |

| المنامة                       | 0-2 | الاتحاد |
| ----------------------------- | --- | ------- |
| ذاكر عيد 27' · محمود قمبر 41' |     |         |

| الحالة          | 0-1 | الأهلي |
| --------------- | --- | ------ |
| بولاجي لاري 18' |     |        |

| النجمة                                                                                               | 0-8 | البحرين |
| --- | --- | ------- |
| ألكسندر دي سيلفا (3) سالم موسى عمر (1) راشد جمال (1) محمد نور الدين (1) علي سعيد (1) أبو بكر آدم (1) |     |         |

| المحرق                                                    | 0-5 | الاتفاق |
| --------------------------------------------------------- | --- | ------- |
| ريكو جوليانو دي باولا إسماعيل محمد أحمد جيسي جون علي عامر |     |         |

## الدور الربع النهائي
| المحرق                                         | 0-5 | الشباب |
| ---------------------------------------------- | --- | ------ |
| ريكو (2) عبد الله الدخيل (2) عبد الله فتاي (1) |     |        |

| الرفاع                          | 0-2 | سترة |
| ------------------------------- | --- | ---- |
| حسونة الشيخ 17' · فادي لافي 42' |     |      |

| الحالة                           | 0-2 | المنامة |
| -------------------------------- | --- | ------- |
| بولاجي لاري 9' · سامي الهادي 86' |     |         |

| النجمة                                                   | 1-3 | المالكية           |
| -------------------------------------------------------- | --- | ------------------ |
| ألكسندر دي سيلفا 17' · سالم موسى عمر 41' · راشد جمال 56' |     | حسن السيد عيسى 58' |

## الدور النصف النهائي
| النجمة                    | 1-2 | المحرق               |
| ------------------------- | --- | -------------------- |
| ألكسندر دي سيلفا 73'، 77' |     | محمود عبد الرحمن 84' |

| الحالة                                       | 2-3 | الرفاع                |
| -------------------------------------------- | --- | --------------------- |
| إسماعيل عبد اللطيف هشام العبيدلي سامي الهادي |     | فادي لافي جعفر آل طوق |

## المباراة النهائية
| النجمة                         | 0-2 | الحالة |
| ------------------------------ | --- | ------ |
| راشد جمال 80'، 90' (ضربة جزاء) |     |        |

## البطل
| كأس ملك البحرين بطل 2007               |
| -------------------------------------- |
| النجمة اللقب السادس الثاني على التوالي |